# エニワンズ・ドーター
エニワンズ・ドーター（Anyone's Daughter）は、1972年にシュトゥットガルトでウヴェ・カルパとマティアス・ウルマーによって結成されたドイツのプログレッシブ・ロック・バンド。エロイやノヴァリスなどのようなドイツのバンドと同様、プログレッシブ・ロックと見なされている。

## 略歴
バンドはディープ・パープルなどのカバーを演奏し始め、1971年にディープ・パープルの同名曲がリリースされたことにちなんで名づけられた。グループは、1979年に最初のアルバム『アドニス』をリリースする前に、多くのメンバー・チェンジを経験した。
彼らの3枚目のアルバムは、母国語であるドイツ語による最初のアルバムとなった。ドイツの作家ヘルマン・ヘッセによるおとぎ話のために書いた40分間の音楽『ピクトルの変身』は、バンドのシンガー兼ベーシストであるハラルド・バレスが朗読を担当した。
さらに2枚のアルバムがリリースされたが、1984年にバレスが兵役のために離脱した後、バンドはバラバラになった。
カルパとウルマーは、1986年に新しいミュージシャンたちと共にグループを短期間ながら再編成した。当時、録音された曲はアルバム『ラスト・トラックス』としてリリースされた。彼らが2000年にまた再結成するまで、これがグループ最後のリリースとなった。
2年後、彼らはドイツの作家ヘルマン・ヘッセを称えるフェスティバルにおいてカルフで演奏した。この時、『ピクトルの変身』の朗読はハインツ・ルドルフ・クンツェが担当した。
さらに2枚のスタジオ・アルバムをリリースした後、グループはトリオとなり、ライブ・アルバムをリリースした。ウヴェ・カルパがソロ・プロジェクトへの傾倒により2015年にグループを脱退し、マティアス・ウルマーが唯一のオリジナル・メンバーとして残っている。

## メンバー
1972年-197?年 ウヴェ・カルパ (ギター)、マティアス・ウルマー (キーボード、ボーカル)、サシャ・パブロビッチ (ドラム)
197?年-1978年 ウヴェ・カルパ、マティアス・ウルマー、ハンス・デラー (ドラム)、ハラルド・バレス (ボーカル、ベース)
1978年-1981年 ウヴェ・カルパ、マティアス・ウルマー、コノ・コノピク (ドラム)、ハラルド・バレス
1981年-1984年 ウヴェ・カルパ、マティアス・ウルマー、ペーター・シュミット (ドラム)、ハラルド・バレス
1986年 ウヴェ・カルパ、マティアス・ウルマー、ゴッツ・スティーガー (ドラム、ボーカル)、ミハエル・ブラウン (ボーカル、キーボード)、アンディ・ケマー (ベース)
2000年-2006年 ウヴェ・カルパ、マティアス・ウルマー、ペーター・カンプ (ドラム)、アンドレ・カーズウェル (ボーカル)、ラウル・ウォルトン (ベース)
2006年-2015年 ウヴェ・カルパ、マティアス・ウルマー、アンドレ・カーズウェル
2015年-2017年: ウヴェ・メッツラー (ギター)、マティアス・ウルマー、アンドレ・カーズウェル
2018年–現在: ウヴェ・メッツラー、マティアス・ウルマー、ペーター・カンプ、ジョン・ヴォイス (ボーカル)

## ディスコグラフィ

### アルバム
- 『アドニス』 - Adonis (1979年)
- 『エニワンズ・ドーター』 - Anyone's Daughter (1980年)
- 『ピクトルの変身』 - Piktors Verwandlungen (1981年)
- 『イン・ブラウ』 - In Blau (1982年)
- 『新星』 - Neue Sterne (1983年)
- 『ライヴ』 - Live (1984年)
- 『ラスト・トラックス』 - Last Tracks (1986年)
- Danger World (2001年)
- 『ライヴ 1980-83 Vol.1』 - Requested Document Live 1980-1983 (2001年)
- 『ライヴ 1980-83 Vol.2』 - Requested Document Live 1980-1983: Vol. 2 (2001年)
- 『ロング』 - Wrong (2004年)
- Trio Tour (2006年)
- Calw Live (2011年)
- Living the Future (2018年)